# Leon Redbone
Leon Redbone, pseudonimo di Dickran Gobalian (Nicosia, 26 agosto 1949 – Bucks County, 30 maggio 2019), è stato un cantautore statunitense di origini anglo-cipriote.

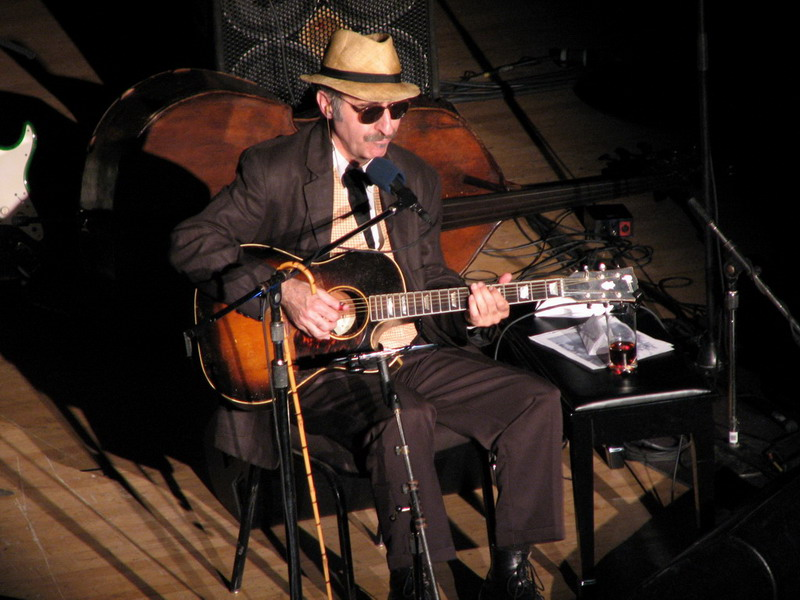
Redbone in concerto alla Massey Hall di Toronto nel 2007

Specializzato nel jazz, blues e Tin Pan Alley, erano noto per il modo di vestire con cappello Panama, occhiali da sole scuri e cravatta nera. Redbone è nato a Cipro da una famiglia di origini armene ed ha debuttato per la prima volta in esibizione pubblica sul palco a Toronto in Canada nei primi anni '70. Durante la sua carriera ha pubblicato diciotto album.

## Discografia

### Album in studio
- 1975 - On the Track
- 1977 - Double Time
- 1978 - Champagne Charlie
- 1981 - From Branch to Branch
- 1985 - Red to Blue
- 1987 - Christmas Island
- 1988 - No Regrets
- 1988 - Christmas Island
- 1990 - Sugar
- 1992 - Up a Lazy River
- 1994 - Whistling in the Wind
- 2001 - Any Time
- 2014 - Flying By
- 2016 - Long Way from Home: Early Recordings

### Compilation
- 2007 - Rhino Hi-Five: Leon Redbone

### Live
- 1981 - Live & Kickin'
- 1985 - Leon Redbone Live
- 1991 - Live!
- 2005 - Live
- 2018 - Strings & Jokes: Live in Bremen 1977